# Kista Science Tower
Kista Science Tower — 32-этажный небоскрёб, офисный комплекс в Чиста, районе Стокгольма в Швеции. Расположен на северо-западе шведской столицы.

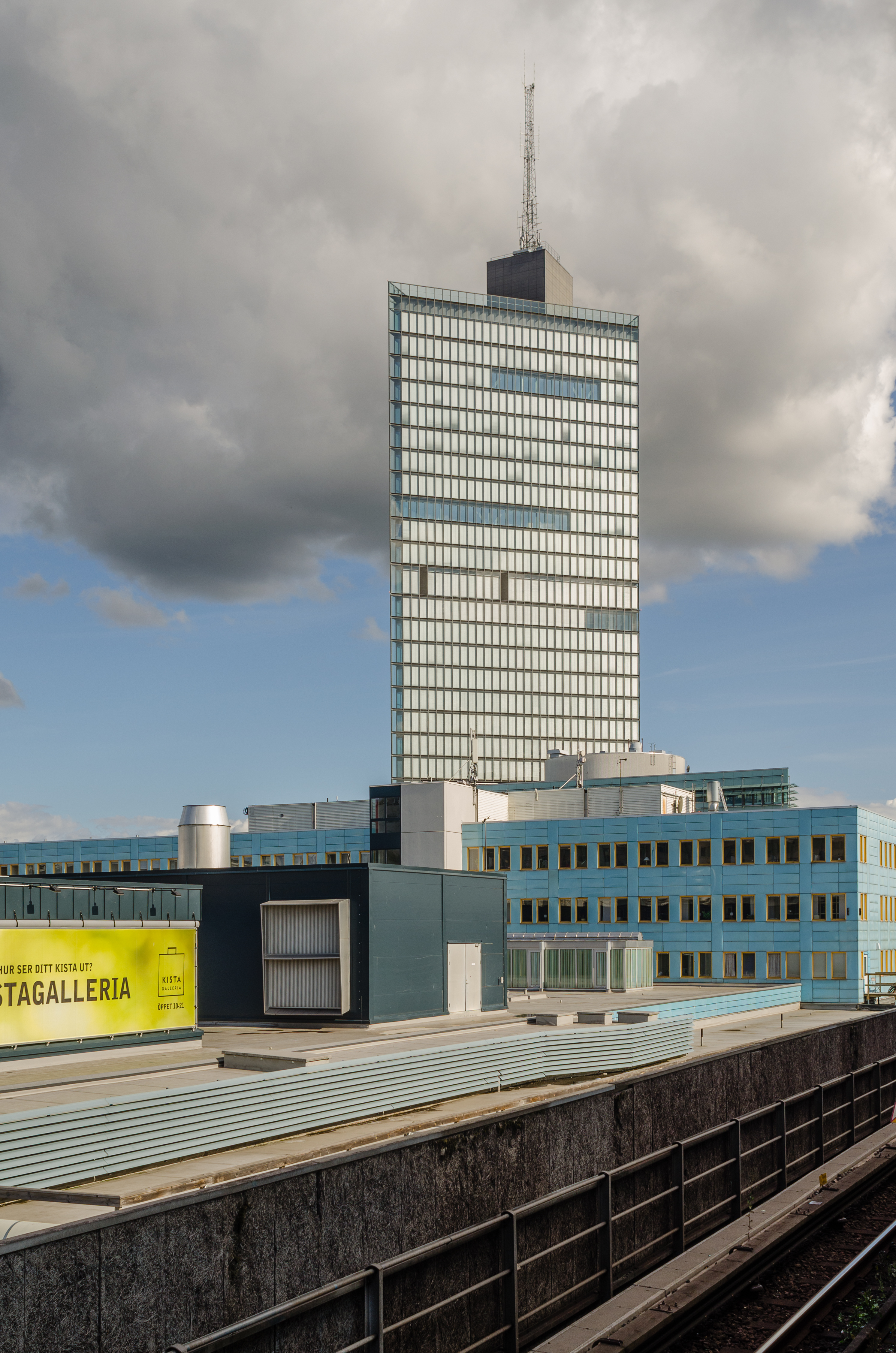

Самое высокое из зданий имеет 119 м высоты (с учётом основной крыши), верхний этаж расположен на высоте 116,5 м. Высота здания с антенной — 156 м, которое состоит из 32 этажей над землей и одного подземного.

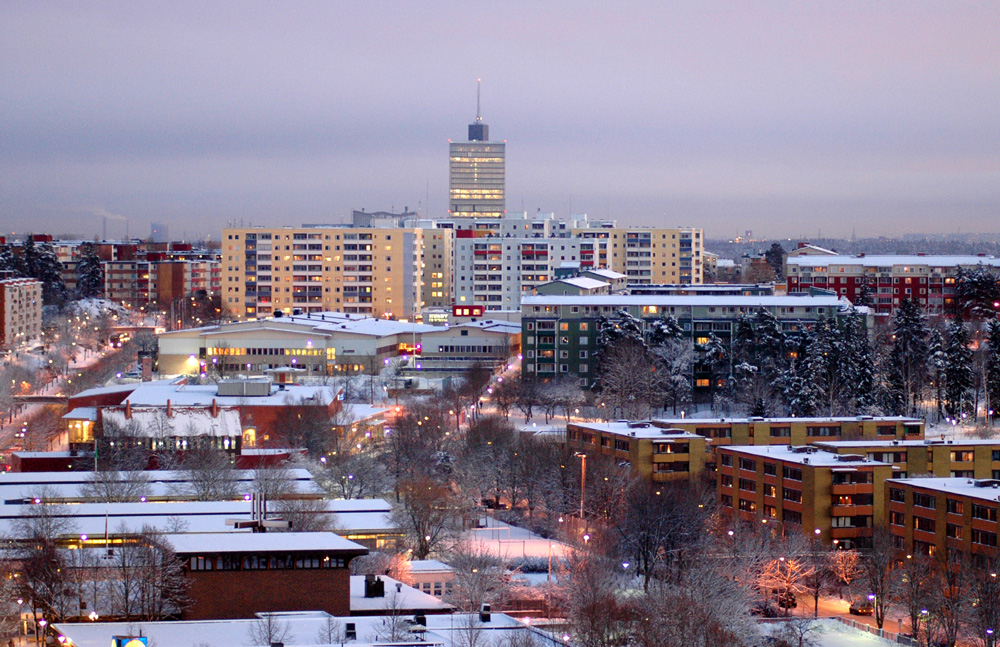

Kista Science Tower считается самым высоким офисным зданием в Швеции и в Скандинавии, а также вторым по высоте небоскрёбом в Швеции после Turning Torso в Мальмё (по состоянию на 2015 г.). Первоначально небоскрёб должен был иметь несколько дополнительных этажей, но их постройка была отменена из-за финансового кризиса начала 2000-х годов.
Площадь коммерческих офисов здания составляет 41 000 м² и рассчитана на 2500 рабочих мест.
Kista Science Tower спроектировано в архитектурном бюро White arkitekter.
Строительство осуществляло предприятие NCC Construction Sverige AB. Начало строительства — лето 2000 года. Первые арендаторы въехали в 2002 г.
В августе 2004 небоскрёб купила компания недвижимости Vasakronan. В здании находятся офисы нескольких технологических и IT-компаний. Kista Science Tower расположен рядом с крупным торговым комплексом Kista Galleria и станцией метро Чиста.
В Kista Science Tower установлены 24 самых скоростных в Швеции лифтов (5-6 м/сек).